# 위르겐 콜러
위르겐 콜러(Jürgen Kohler, 1965년 10월 6일, 라인란트팔츠주 람스하임 ~ )는 FIFA 월드컵 우승 경력이 있는 은퇴한 독일의 축구 센터백이자 축구 감독이다. 콜러는 현역에서 은퇴하였으나, 가끔 크라이스리가 C (독일 11부 리그) 에 속한 알레마니아 아덴도어프에서 활약하기도 한다.

## 선수 경력
그는 긴 현역 기간 동안 딱 500경기의 1부리그 경기에 출전하였는데, 주로 푸스발-분데스리가, 세리에 A, 그리고 독일 축구 국가대표팀에서 센터백으로 활약하였다. 그는 피지컬적인 힘과 공중볼 경합능력 등에서의 수비 능력으로 유명세를 떨쳤다. 그러나, 그는 마지막 출전 경기인 페예노르트와의 UEFA컵 결승전에서 레드카드를 받고 페널티 실점을 야기하여 좋지 않게 선수 생활을 끝맺었다.

## 감독 경력
현역 은퇴 후, 그는 독일 U-21 국가대표팀 감독이 되었고, 2003년 3월 31일에는 바이어 04 레버쿠젠의 스포르팅 디렉터가 되었으나, 2004년 6월 29일에 그만두었다. 2005년 12월 17일, 그는 MSV 뒤스부르크의 감독이 되었다. 2008년 8월 28일, 콜러는 독일 3. 리가의 VfR 알렌과 계약을 체결하였다. 그러나, 2008년 11월 16일에 그는 심장 문제로 감독직을 더 이상 하지 못하게 되었다. 그는 이후 알렌의 스포르팅 디렉터가 되었으나, 2009년 5월 5일에 해임되었다.
2006년 8월, 그는 코트디부아르 축구 국가대표팀 감독직을 제의 받았으나, 거절하였다.

## 경력 통계
| 클럽 경력 | 클럽 경력           | 클럽 경력  | 리그 | 리그 | 컵            | 컵            | 리그컵 | 리그컵 | 클럽대항전 | 클럽대항전 | 합계 | 합계 |
| 시즌      | 클럽                | 리그       | 출장 | 골   | 출장          | 골            | 출장   | 골     | 출장       | 골         | 출장 | 골   |
| 독일      | 독일                | 독일       | 리그 | 리그 | DFB-포칼      | DFB-포칼      | 리그컵 | 리그컵 | 유럽대항전 | 유럽대항전 | 합계 | 합계 |
| --------- | ------------------- | ---------- | ---- | ---- | ------------- | ------------- | ------ | ------ | ---------- | ---------- | ---- | ---- |
| 1983–84   | SV 발트호프 만하임  | 분데스리가 | 5    | 0    |               |               |        |        |            |            |      |      |
| 1984–85   | SV 발트호프 만하임  | 분데스리가 | 26   | 2    |               |               |        |        |            |            |      |      |
| 1985–86   | SV 발트호프 만하임  | 분데스리가 | 32   | 1    |               |               |        |        |            |            |      |      |
| 1986–87   | SV 발트호프 만하임  | 분데스리가 | 32   | 3    |               |               |        |        |            |            |      |      |
| 1987–88   | 1. FC 쾰른          | 분데스리가 | 30   | 3    |               |               |        |        |            |            |      |      |
| 1988–89   | 1. FC 쾰른          | 분데스리가 | 27   | 0    |               |               |        |        |            |            |      |      |
| 1989–90   | FC 바이에른 뮌헨    | 분데스리가 | 26   | 2    |               |               |        |        |            |            |      |      |
| 1990–91   | FC 바이에른 뮌헨    | 분데스리가 | 29   | 4    |               |               |        |        |            |            |      |      |
| 이탈리아  | 이탈리아            | 이탈리아   | 리그 | 리그 | 코파 이탈리아 | 코파 이탈리아 | 리그컵 | 리그컵 | 유럽대항전 | 유럽대항전 | 합계 | 합계 |
| 1991–92   | 유벤투스 FC         | 세리에 A   | 27   | 3    |               |               |        |        |            |            |      |      |
| 1992–93   | 유벤투스 FC         | 세리에 A   | 29   | 1    |               |               |        |        |            |            |      |      |
| 1993–94   | 유벤투스 FC         | 세리에 A   | 27   | 3    |               |               |        |        |            |            |      |      |
| 1994–95   | 유벤투스 FC         | 세리에 A   | 19   | 1    |               |               |        |        |            |            |      |      |
| 독일      | 독일                | 독일       | 리그 | 리그 | DFB-포칼      | DFB-포칼      | 리그컵 | 리그컵 | 유럽대항전 | 유럽대항전 | 합계 | 합계 |
| 1995–96   | 보루시아 도르트문트 | 분데스리가 | 29   | 5    |               |               |        |        |            |            |      |      |
| 1996–97   | 보루시아 도르트문트 | 분데스리가 | 30   | 2    |               |               |        |        |            |            |      |      |
| 1997–98   | 보루시아 도르트문트 | 분데스리가 | 23   | 3    |               |               |        |        |            |            |      |      |
| 1998–99   | 보루시아 도르트문트 | 분데스리가 | 29   | 2    |               |               |        |        |            |            |      |      |
| 1999–00   | 보루시아 도르트문트 | 분데스리가 | 30   | 2    |               |               |        |        |            |            |      |      |
| 2000–01   | 보루시아 도르트문트 | 분데스리가 | 28   | 0    |               |               |        |        |            |            |      |      |
| 2001–02   | 보루시아 도르트문트 | 분데스리가 | 22   | 0    |               |               |        |        |            |            |      |      |
| 합계      | 독일                | 독일       | 398  | 28   |               |               |        |        |            |            |      |      |
| 합계      | 이탈리아            | 이탈리아   | 102  | 8    |               |               |        |        |            |            |      |      |
| 경력 합계 | 경력 합계           | 경력 합계  | 500  | 36   |               |               |        |        |            |            |      |      |

| 독일 축구 국가대표팀 | 독일 축구 국가대표팀 | 독일 축구 국가대표팀 |
| 연도                 | 출장                 | 골                   |
| -------------------- | -------------------- | -------------------- |
| 1986                 | 2                    | 0                    |
| 1987                 | 9                    | 0                    |
| 1988                 | 11                   | 0                    |
| 1989                 | 2                    | 0                    |
| 1990                 | 10                   | 0                    |
| 1991                 | 6                    | 0                    |
| 1992                 | 10                   | 0                    |
| 1993                 | 10                   | 0                    |
| 1994                 | 13                   | 0                    |
| 1995                 | 5                    | 0                    |
| 1996                 | 10                   | 1                    |
| 1997                 | 7                    | 0                    |
| 1998                 | 10                   | 1                    |
| 합계                 | 105                  | 2                    |

### 국가대표팀 득점 기록
아래의 점수에서 왼쪽의 점수가 독일의 점수이다.
| #  | 날짜            | 경기장                           | 상대         | 점수 | 최종결과 | 대회     |
| -- | --------------- | -------------------------------- | ------------ | ---- | -------- | -------- |
| 1. | 1996년 6월 4일  | 카를-벤츠-슈타디온, 만하임       | 리히텐슈타인 | 6–0  | 9–1      | 친선경기 |
| 2. | 1998년 2월 18일 | 술탄 카부스 종합운동장, 무스카트 | 오만         | 2–0  | 2–0      | 친선경기 |

## 수상

### 바이에른 뮌헨
- 분데스리가 : 1989–90
- DFL 슈퍼컵 : 1990

### 유벤투스
- 세리에 A : 1994–95
- 코파 이탈리아 : 1994–95
- UEFA컵 : 1992–93

### 보루시아 도르트문트
- 분데스리가 : 1995–96, 2001–02
- UEFA 챔피언스리그 : 1996–97
- 인터콘티넨털컵: 1997
- DFL 슈퍼컵 : 1995, 1996

### 독일
- FIFA 월드컵 : 1990
- UEFA 유로 : 1996

### 개인
- 발롱도르 : 9위 (1997)
- 키커 선정 분데스리가 올해의 팀 : 1986–87, 1987–88, 1988–89, 1990–91, 1998–99, 2000–01
- UEFA 유로 대회 베스트 : 1992
- 독일 올해의 선수 : 1997

## 같이 보기
- A매치 100경기 이상 출전한 축구 선수 명단